# Argophyllaceae
Argophyllaceae — семейство цветковых растений порядка Астроцветные (Asterales). Содержит 2 рода и 21 вид.

## Ботаническое описание
Представители семейства — кустарники и небольшие деревья.

## Ареал
Виды Argophyllaceae встречаются на востоке Австралии, в Новой Зеландии, острове Лорд-Хау, Новой Каледонии и Рапа-Ити.

## Таксономия
В семействе Argophyllaceae выделяют следующие роды и виды:
- Argophyllum
  -  Argophyllum brevipetalum
  -  Argophyllum cryptophlebum
  -  Argophyllum ellipticum
  -  Argophyllum grunowii
  -  Argophyllum latifolium
  -  Argophyllum laxum
  -  Argophyllum lejourdanii
  -  Argophyllum montanum
  -  Argophyllum nitidum
  -  Argophyllum nullumense
  -  Argophyllum schlechterianum
  -  Argophyllum verae
  -  Argophyllum vernicosum
- Corokia
  - Corokia × budcotonea
  - Corokia buddleioides
  - Corokia carpodetoides
  - Corokia cheesemanii
  - Corokia collenettei
  - Corokia cotoneaster
  - Corokia macrocarpa
  - Corokia variabilis
  - Corokia virgata
  - Corokia whiteana